# David Dunning
David Alan Dunning (1960) è uno psicologo statunitense, professore di psicologia all'Università del Michigan. Ad oggi è professore in pensione di psicologia all'Università Cornell.

## Formazione
Dunning ha conseguito la laurea in psicologia presso l'Università statale del Michigan nel 1982 e il dottorato di ricerca all'Università di Stanford nel 1986.

## Ricerca
Dunning ha pubblicato più di 80 articoli, capitoli di libri e commenti. È noto per essere stato coautore di uno studio del 1999 con Justin Kruger, ora della Stern School of Business. Questo studio ha mostrato che le persone che hanno svolto le prestazioni meno convincenti in determinati compiti, come giudicare l'umorismo, la grammatica e la logica, hanno sovrastimato significativamente quanto fossero bravi in questi compiti. Da allora questo studio ha dato origine a quello che è noto come effetto Dunning-Kruger, un pregiudizio cognitivo in cui le persone con limitate conoscenze o capacità critiche, valutano erroneamente la propria capacità cognitiva come maggiore di quanto non sia.

## Carriera
Dunning è il dirigente della Society for Personality and Social Psychology e della Foundation for Personality and Social Psychology. È stato anche editore associato del Journal of Personality and Social Psychology.